# Timothy Mwitwa
Timothy Mwitwa (né le 21 mai 1968 en Zambie et mort le 27 avril 1993 dans l'océan Atlantique au large des côtes du Gabon lors d'un accident d'avion) est un footballeur international zambien, qui évoluait au poste d'attaquant.

## Biographie

### Carrière en club
Avec le club de Nkana, il remporte quatre championnats de Zambie et quatre Coupes de Zambie. Il joue une finale de Coupe d'Afrique des clubs champions, perdue face à la JS Kabylie.
Avec le club tchèque du Sparta Prague, il joue deux matchs en Ligue des champions.

### Carrière en sélection
Avec l'équipe de Zambie, il joue entre 1989 et 1993. 
Il figure dans le groupe des sélectionnés lors des Coupes d'Afrique des nations de 1990 et de 1992. La sélection zambienne se classe troisième de la compétition en 1990.
Le 13 août 1989, il joue un match face au Zaïre comptant pour les tours préliminaires de la coupe du monde 1990.

## Palmarès
- Finaliste de la Coupe d'Afrique des clubs champions en 1990 avec Nkana
- Champion de Zambie en 1988, 1990, 1992 et 1993 avec Nkana
- Vainqueur de la Coupe de Zambie en 1989, 1991, 1992 et 1993 avec Nkana